# Jean-Louis Debré
Jean-Louis Debré (ur. 30 września 1944 w Tuluzie, zm. 4 marca 2025) – francuski prawnik, politolog, były minister i przewodniczący Zgromadzenia Narodowego, od 2007 do 2016 przewodniczący Rady Konstytucyjnej.

## Życiorys
Był synem Michela Debré, byłego francuskiego premiera, a także bratem bliźniakiem polityka Bernarda Debré. Absolwent Instytutu Nauk Politycznych w Paryżu i École nationale de la magistrature. Uzyskał doktorat w zakresie nauk prawnych. Pracował m.in. jako urzędnik w administracji rządowej.
Po raz pierwszy został wybrany do Zgromadzenia Narodowego w 1986. Skutecznie ubiegał się o reelekcję w kolejnych wyborach parlamentarnych (1988, 1993, 1997 i 2002) w jednym z okręgów departamentu Eure. Pełnił także szereg funkcji w administracji terytorialnej. Był radnym rady generalnej Eure (przez kilka lat jej wiceprzewodniczącym), zastępcą mera Paryża (1995–1997) i burmistrzem Évreux (2001–2007).
Od 18 maja 1995 do 4 czerwca 1997 sprawował urząd ministra spraw wewnętrznych w dwóch kolejnych rządach Alaina Juppé. Przez wiele lat należał do gaullistowskiego Zgromadzenia na rzecz Republiki, kierował jego grupą poselską w kadencji 1997–2002. Przystąpił następnie do Unii na rzecz Ruchu Ludowego, powstałej m.in. na bazie RPR.
Od 25 czerwca 2002 do 2 marca 2007 pełnił funkcję przewodniczącego Zgromadzenia Narodowego XII kadencji. Złożył mandat poselski i zrezygnował z tego stanowiska w związku z powołaniem go przez prezydenta Jacques'a Chiraca w skład Rady Konstytucyjnej. 5 marca 2007 został przewodniczącym tego urzędu, kierował nim do 4 marca 2016.